# Aleutihenricia
Aleutihenricia is een geslacht van zeesterren uit de familie Echinasteridae.

## Soorten
- Aleutihenricia beringiana (Djakonov, 1950)
- Aleutihenricia derjungini (Djakonov, 1950)
- Aleutihenricia federi Clark & Jewett, 2010
- Aleutihenricia reticulata (Hayashi, 1940)